# Sonic Underground
Sonic Underground (фр. Sonic le Rebelle — «Повстанец Соник», рус. Соник Андерграунд) — американско-французский мультсериал студии DiC Entertainment, основанный на серии видеоигр Sonic the Hedgehog и повествующий о приключениях ежа Соника и его сестры и брата, ежихи Сони и ежа Мэника.
Мультфильм в какой-то степени является идейным преемником мультсериала Sonic the Hedgehog и имеет схожий синопсис сценария. Тем не менее, мультфильм рассчитан на более молодую аудиторию, чем его предшественник, и имеет гораздо более простой сюжет и формат. Sonic Underground транслировался с 6 января по 23 мая 1999 года. Мультсериал состоит из 1 сезона, включающего в себя 40 серий, однако сюжетная линия является неоконченной.

## Сюжет
Действие мультфильма разворачивается на планете Мобиус. Ежиха королева Алина — добрый и справедливый правитель планеты, была свергнута доктором Роботником и его армией роботов. Роботник взял контроль над планетой и заставил её скрыться. Чтобы сохранить династию, королева Алина тайно прячет трёх своих детей: ежей Соника, Мэника и Соню после того, как дельфийский оракул рассказал ей о пророчестве, которое сообщало о том, что однажды они воссоединятся со своей матерью, чтобы сформировать Совет Четырёх, свергнуть Роботника и снова стать законными правителями планеты Мобиус. Между тем, Роботник полностью установил самодержавное правительство, и роботизировал всех, кто отказывался ему подчиняться. Он также заставил жителей платить ему ежедневную дань.
Когда Соник, Мэник и Соня вырастают, они узнают о пророчестве Оракула Дельфиуса и решают отправиться на поиски своей матери. Узнав об этом, Доктор Роботник посылает охотников Слита и Динго расправиться с ними, желая уничтожить королевскую семью и не дать пророчеству сбыться.
У Соника, Мэника и Сони имеются магические медальоны, которые могут превращаться в музыкальные инструменты, которые могут использоваться как оружие, если трио находится в полной гармонии друг с другом. Медальоном Соника является электрогитара, медальоном Сони — клавишные, которые функционируют как генератор дыма, медальоном Мэника являются барабанная установка, которая имеет возможность контролировать сейсмическую активность; все медальоны также могут быть использованы в качестве лазерных пушек. Ёжики используют их не только для борьбы с доктором Роботником, но и в качестве инструментов для созданной ими рок-группы «Sonic Underground».

## Персонажи

Слева направо: Соня, Соник, Мэник

- Соник — синий ёж с дерзким нравом, способный бегать со сверхчеловеческой скоростью. Характер идентичен предыдущим мультфильмам[1][2]; имеет игривое, но никогда не подлое высокомерие и готов помочь любому, кто попадёт в беду. Он старший среди близнецов и выступает солистом во многих песнях «Sonic Underground», его медальон превращается в электрогитару.
- Соня — сестра Соника и Мэника. В отличие от своих братьев, была воспитана в аристократической семье, что определённым образом повлияло на её характер. Сначала она ведёт себя как дива и боится грязи, а также довольно надменная и снобистская, но со временем её характер смягчается. Занимается карате и ездит на мотоцикле[1][2]. Её медальон превращается в клавишный музыкальный инструмент, работающий как генератор дыма. Имеет чувства к Наклзу[2].
- Мэник — брат Соника и Сони. Был воспитан семьёй воров, откуда почерпнул навыки взлома. Хоть близнецы и склоны не одобрять его навыки, они часто бывают довольно полезными. Довольно непринуждённый, но хитрый, говорит с постоянным сарказмом[1][2]. Использует ховерборд. Его медальон превращается в барабанную установку, способную воздействовать на сейсмическую активность.
- Наклз — красный ехидна, охраняющий один из изумрудов хаоса и Остров Ангела, также знаком с королевой Алиной. Он изо всех сил защищает свой остров и расставил по нему множество ловушек. У него есть динозавр-питомец Чомпс. Его прадед Азар предупрели его, что он должен остаться на Острове Ангела чтобы в будущем сыграть свою роль в освобождении Мобиуса. Подобно своему игровому воплощению, доверчив — дважды был обманут и настроен против ежей. Проявляет признаки привязанности к Соне.

## Роли озвучивали
| Персонаж                          | Английская версия                  | Французская версия                  |
| --------------------------------- | ---------------------------------- | ----------------------------------- |
| Ёж Соник                          | Джалил Уайт Сэмюэл Винсент (пение) | Оливье Король Жак Оронье (пение)    |
| Ёж Мэник                          | Джалил Уайт Тайли Росс (пение)     | Филипп Бозо Роже Карель (пение)     |
| Ежиха Соня                        | Джалил Уайт Луиза Вэлланс (пение)  | Патрисия Легран Клод Ломбар (пение) |
| Доктор Роботник                   | Гэри Чалк                          | Эрик Петер                          |
| Слит                              | Морис ЛаМарш                       | Марк Братонье                       |
| Динго                             | Питер Уайлдс                       | Эрик Петер                          |
| Ехидна Наклз                      | Брайан Драммонд                    | Филипп Бозо                         |
| Дельфийский оракул                | Морис ЛаМарш                       | Жильбер Леви                        |
| Королева Алина                    | Гейл Уэбстер                       | Клод Ломбар                         |
| Сайрус                            | Иэн Джеймс Корлетт                 | Жан-Реми Франсуа                    |
| Бартлби                           | Фил Хэйс                           | Мишель Бедетти                      |
| Тревор                            | Мэтт Хилл                          | Патрис Шейдер                       |
| Минди ЛаТур                       | Луиза Вэлланс                      | Вержени Ладье                       |
| Дядя Чак                          | Фрэнк Уэлкер                       |                                     |
| Ехидна Азар                       | Морис ЛаМарш                       |                                     |
| SWATbot’ы                         | Морис ЛаМарш                       |                                     |
| Различные роботизированные жители | Блю Манкама                        |                                     |

## Производство
В преддверии выхода Dreamcast, Sega занялась рекламой своих основных франшиз. Для создания нового мультфильма про ёжика Соника, они связались со студией DiC Entertainment, ранее выпустившей мультсериалы Adventures of Sonic the Hedgehog и Sonic the Hedgehog. Изначально должно было быть выпущено 65 серий, но из-за низкой популярности Sonic Underground продержался в эфире только один сезон состоящий из 40 серий, транслировавшийся на 1999 года.
В 2012 году было объявлено, что в 50 выпуске комиксов Sonic Universe от Archie Comics, будет опубликована история, которая завершит сюжет Sonic Underground, однако по неизвестным причинам финал был отменён.

### DVD-релизы
Полная версия Sonic Underground, включающая в себя все 40 серий, была выпущена на 10 DVD-дисках компанией Anchor Bay в Великобритании, совместимая только с областью 2 игрока. Вскоре весь сериал был переиздан на Delta компанией DiC Entertainment, которая также издавала мультсериал Adventures of Sonic the Hedgehog на 4 DVD-диска. В комплекте с ними прилагался пятый — с дополнительными материалами.
Shout! Factory выпустил полный сериал на DVD в регионе 1 в двух наборах. Том 1, который был назван просто Sonic Underground, был выпущен 18 декабря 2007 года. Он содержал первые 20 серий на трёх дисках; прилагающийся четвёртый диск содержит восемь песен из мультфильма, включая вводную тему. В этом томе была пропущена четвёртая серия; она была добавлена в Том 2, являющийся релизом NTSC. Том был выпущен 17 июня 2008 года и содержал в себе остальные 20 серий и четвёртую, не вошедшую в первый том.
В Австралии мультсериал был выпущен на 6 DVD; каждый содержал 4 серии.
Анимационная станция выпустила Sonic Underground под названием Dr. Robotnik’s Revenge (рус. Месть Доктора Роботника), содержащий всего 3 серии, с тех пор он был переиздан компанией NCircle Entertainment за 6,99$. 18 декабря 2007 года NCircle Entertainment выпустила больше DVD-дисков мультсериала под названиями Queen Aleena Chronicles, Sonic to the Rescue и Secrets of the Chaos Emerald.

## Связанная продукция, адаптации и упоминания
- Персонажи Sonic Underground появились в специальном номере-кроссовере комиксов Sonic the Hedgehog — Sonic Super Special № 10. В юбилейном 50 выпуске комиксов Sonic Universe планировалось опубликовать историю завершающую сюжет мультсериала[3][4], однако по неизвестным причинам финал был отменён. По словам сценариста комиксов Яна Флинна описание истории будет включено в Lost Hedgehog Tales[5] — коллекцию запланированных сюжетных линий, отменённых по различным причинам[6].
- В этих же комиксах, в серии Mobius: X Years Later, действие которой происходит в возможном будущем, у Соника есть сын Мэник и дочь Соня, что является аллюзией на имена его брата и сестры из мультсериала Sonic Underground. Сына Соника из комиксов зовут Manik, а его брата из мультсериала Manic.
- В 2000 году компанией Tiger Electronics была выпущена портативная электронная игра Sonic Underground. Целью игры являлось зарабатывание Соником очков путём уничтожения SWATbot’ов и уклонения от Слита и Динго[7][8].
- В игре Sonic & Sega All-Stars Racing (версии для Wii и Steam) изображение ежихи Сони можно увидеть на игральной карте, нарисованной на полу трека «Roulette Road». Голова Сони на этом изображении — это часть фан-арта, созданного пользователем под ником Lightning_duchess с сайта deviantART. Продюсер игры Стив Лисетт заявил, что это было совершенно непреднамеренным и обещал извиниться перед оригинальным автором рисунка[9].

## Отзывы
Русскоязычный обозреватель Семён Трясин в ретроспективе написал, что сценарий сериала доверили людям, не имевшим никакого отношения к франшизе, и на выходе получился «уморительный памятник „кру-у-утым“ анимационным девяностым».
По мнению сценариста комиксов от Archie и IDW и Sonic Frontiers Яна Флинна, «если SatAM отклонился от пути Соника, то Underground полностью потерял его».
GamesRadar назвал шоу одним из худших событий, произошедших с Соником, раскритиковав новых персонажей и запутанный сюжет.
Дэвид Корнелиус на сайте DVD Talk высказался следующим образом: «В то время как большинство фанатов Соника не очень хорошо приняли все изменения, предпочитая оригинальные мультфильмы о Сонике этой иногда более мрачной, иногда более глупой инкарнации, этот сериал всё же завоевал малый, но преданный культ вокруг себя. Я больше склоняюсь на сторону разочарования — несмотря на всю изобретательность, вложенную в создание совершенно новой предыстории, сами эпизоды скучны. Но стоит признать простой факт, что сериал преуспел для своей целевой аудитории».
В обзоре от Screen Rant сказано, что Sonic Underground — «забавное шоу, внёсшее очень мало в общий канон Соника». Отмечалось, что сценарий шоу почти полностью противоречит канону, но сама история была названа «вполне хорошей». Музыкальные номера были названы «неинтересными». Сам же сериал в заголовке статьи был назван «наименее любимым мультфильмом о Сонике».